# صموئيل هايلمان
صموئيل هايلمان (بالإنجليزية: Samuel Heilman)‏ هو عالم اجتماع أمريكي، ولد في 26 مايو 1946 في كارلسروه في ألمانيا.